# Testamentet (dokumentar)
 For alternative betydninger, se Testamentet. (Se også artikler, som begynder med Testamentet)
Testamentet er en dansk dokumentar fra 2011, instrueret af Christian Sønderby Jepsen og produceret af Copenhagen Bombay i samarbejde med DR2's dokumania, med støtte fra Det Danske Filminstitut.
Filmen blev en publikumssucces, der blev vist i mere end 40 biografer landet over og desuden i 2012 vandt en Bodil for bedste dokumentarfilm.
I 2025 fulgte den selvstændige efterfølger Faderen, sønnerne & Helligånden, også instrueret af Christian Sønderby Jepsen, der fortalte, hvordan det gik de to brødre Henrik og Christian de næste 14 år.

## Handling
Testamentet er, først og fremmest, en sagsorienteret dokumentar, der portrætterer den 33-årige Henriks liv, såvel som det miljø han og hans familie befinder sig i.
Henrik har selv henvendt sig til instruktøren for at få lavet en film, hvilket dokumentaren også viser i starten. Her vises nemlig brevet, som Henrik sendte til instruktøren.
Henrik bruger det meste af sit liv på at vande sin pot-plante og en gang imellem se sin søn og sin kone, som han er separeret fra. Henriks mor er død, hans far er en manipulerende og gnaven mand, og Henriks bror Christian har haft et liv fuld af misbrug. Henrik er ikke opvokset i de idylliske rammer man ønsker for sit barn. Men hans liv vil i løbet af filmen tage en kraftig drejning, da han skal arve en masse millioner af sin bedstefar, Hans Peter Ernst, som ejede en hotelkæde i Tyskland. Dog viser det sig at morfarens testamente ikke ser ud som forventet. Morfaren har nemlig ikke afsat alle pengene til de to brødre, men til deres moster Petra. Dette skaber store konflikter både mellem brødrene og deres far, og internt mellem Christian og Henrik.